# 苏州独墅湖体育中心
苏州独墅湖体育中心位于中华人民共和国江苏省苏州市工业园区翠薇街1号，南邻独墅湖影剧院，隶属于苏州独墅湖科教发展有限公司。2002年开发建设，2006年4月起正式对外营业。

## 建筑设施
该中心总规划面积约25平方公里，总建筑面积为4.3万平方米。分为东西两大体育场馆。东主体建筑内设配备4500座的篮球主赛场（羽毛球馆）、篮球训练厅、乒乓球馆、跆拳道馆、舞蹈教室；西主体建筑内设游泳馆、攀岩馆、网球馆、瑜伽馆。

## 承办赛事
曾承办欢乐跑·中国10公里锦标赛、第四届东亚U22青年手球锦标赛、中国全国青年攀岩锦标赛、中国全国体育舞蹈大赛等赛事。

## 图册
- 远景
- 称号和荣誉